# Syndicat de valorisation des ordures ménagères de la Marne

Logo du Syvalom.

Le syndicat de valorisation des ordures ménagères de la Marne (SYVALOM) se charge du traitement et de la valorisation des déchets ménagers de toute la Marne, hormis Reims et son agglomération qui dispose de leur propre usine d'incinération Rémival. Il a été créé le 18 janvier 1999, à la suite d'une enquête auprès des collectivités du département.
Le syndicat intercommunal couvre un territoire de 8 000 km2 et compte 610 communes pour 360 000 marnais.
Pour le traitement de ces déchets, le SYVALOM a mis en place un complexe de valorisation à La Veuve, qui contient deux unités.
- Unité de Valorisation Agronomique (UVA), qui composte les bio-déchets (déchets de cuisine organiques et les petits déchets vert) ;
- Unité de Valorisation Énergétique (UVE), qui incinère les déchets résiduels pour produire de l'électricité.

Les déchets ménagers sont acheminés, à partir des cinq centres de regroupement du département :
- Vitry-en-Perthois ;
- Sainte-Ménéhould ;
- Sézanne ;
- Pierry ;
- Cernay-les-Reims.

La collecte des déchets est organisée par les 40 collectivités membres du SYVALOM :
- Communauté d'agglomération de Châlons-en-Champagne ;
- Syndicat mixte du sud-est de la Marne (SYMSEM) ;
- SMIR du Bocage et de Champagne ;
- Communauté de communes du Mont Morêt ;
- Communauté de communes Vitry, Champagne et Der ;
- Communauté de communes Saulx et Bruxenelle ;
- Communauté de communes de la Région de Givry-en-Argonne ;
- Les Charmontois ;
- Communauté de communes de la Région de Sainte-Menehould ;
- Communauté de communes du Canton de Ville-sur-Tourbe ;
- GEOTER ;
- SYCODEC Plaine et Montagnes Rémoises ;
- Communauté de communes de la Côte des Noirs ;
- Communauté de communes de la Grande Vallée de la Marne ;
- Athis ;
- Communauté de communes Épernay-Pays de Champagne ;
- Communauté de communes de la Région de Vertus ;
- SYCOMORE ;
- Communauté de communes du Sud Marnais ;
- SIMVU du Sud-Ouest Marnais ;
- Communauté de communes des Coteaux Sézannais ;
- Communauté de communes de la Brie Champenoise ;
- Connantre.